# Ben 10: Protector of Earth
Ben 10: Protector of Earth è un videogioco basato sul cartone animato Ben 10. Il gioco venne pubblicato in Nord America il 30 ottobre 2007, e in Europa il 9 novembre 2007. La versione europea per Nintendo Wii non è stata resa disponibile fino all'11 novembre 2007.

## Trama
All'inizio del gioco, un drone simile ad una mosca estrae la maggior parte del DNA dall'Omnitrix, lasciando solo le forme di 2x2 e Inferno sull'orologio. Ben scopre che il DNA rubato è usato sotto forma di "Cristalli di Omnitrix" per potenziare alcuni dei robot giganti del malvagio Vilgax, e che distruggendo questi robot potrà riguadagnare alcune sue forme aliene. Infatti, riguadagna XLR8 distruggendo il primo robot.
Ben successivamente trova Vilgax ed i Cavalieri Immortali intenti in un combattimento. Enoch sta infatti costruendo un robot sfruttando la tecnologia dell'Area 51 in un tentativo di fermare Vilgax; anche se Enoch sta cercando di salvare il mondo, non ha nessuna intenzione di accettare l'aiuto da parte dei Tennyson, perciò, mentre Vilgax se ne va, attacca la famiglia. Sconfiggendo il robot di Enoch, anch'esso potenziato da un Cristallo di Omnitrix, Ben riguadagna Rotolone.
A San Francisco, Ben viene a sapere che Kevin 11 è riuscito a scappare dal Vuoto Totale ed è riuscito a portare con sé alcune creature simili a piante. Kevin rapisce Max e scappa nella segheria locale, dove Ben lo sconfigge. Kevin viene quindi nuovamente gettato nel Vuoto Totale. Successivamente, Ben rintraccia e sconfigge la pianta madre, potenziata da un Cristallo di Omnitrix, riguadagnando così Vite Elastica.
Nello spazio, a bordo della Chimeron Hammer, Vilgax e il malvagio Zs'Skayr stanno lavorando insieme, con quest'ultimo che è il responsabile della fuoriuscita di Vilgax dal Vuoto Totale. Ben, Gwen e Max vengono a sapere che è coinvolto anche l'Ectonurita dopo aver lottato contro lo Stregone, posseduto dall'alieno. Inoltre, vengono a sapere che Pelle d'Oca ha saccheggiato la base dei Risolutori. Ben combatte contro Pelle d'Oca al Teatro della Costa, dove l'Ectonurita era sceso alla ricerca di altri Cristalli di Omnitrix sconfiggendolo e gettandolo nel Vuoto Totale. Ben trova un altro Cristallo di Omnitrix, lo stesso che aveva potenziato Pelle d'Oca, risbloccando così parte del controllo principale dell'Omnitrix, anche se gli mancano ancora delle forme aliene.
Ben viene a sapere che il Dr Animus sta fabbricando un esercito mutante sfruttando il DNA dei Cristalli di Omnitrix. Ben combatte e stermina i mutanti, ma Animus rapisce Gwen. Dopo aver sconfitto Clancy, che lavorava per Animus e che viene gettato nel Vuoto Totale, Ben e Max ricevono un indizio sulla posizione di Gwen. Raggiungono così una piattaforma petrolifera, dove Ben trova Animus. Ben lo sconfigge e salva Gwen. Trova anche un altro Cristallo di Omnitrix, lo stesso da cui Animus ha estratto il DNA per creare il suo esercito di mutanti e che sblocca la parte mancante del controllo principale dell'Omnitrix. Durante la prigionia, Gwen ha scoperto che Animus lavorava per Vilgax, e che l'intento della Chimera Sui Generis è di gettare l'intero pianeta Terra nel Vuoto Totale.
Gwen e Max cercano di avvertire il Governo, mentre Ben se la vede con le truppe di Vilgax e Sixsix (suo alleato) e li getta nel Vuoto Totale. Max quindi trasforma la Vecchia Carretta (il suo camper) in un veicolo spaziale. Il gruppo incontra Vilgax nella sua stessa astronave. Ben lo combatte e lo getta nello spazio esterno, recuperando gli ultimi Cristalli di Omnitrix. I Tennyson scappano e il portale del Vuoto Totale aperto da Vilgax per risucchiare la Terra nell'oscura dimensione, Ben sconfigge Vilgax e distrugge la sua astronave, danneggiando inoltre il corpo dell'alieno malvagio. I Tennyson quindi fanno ritorno sulla Terra.
Una delle ultime scene del gioco mostra Vilgax che viene riparato dai suoi nanobot nel Vuoto Totale, proclamando come al solito il suo ritorno... un giorno. L'ultima locazione è il Vuoto Totale, dove Ben affronta tutti i suoi nemici per la seconda volta. Nell'ultima scena Gwen dice a Ben che è davvero impressionata che lui abbia sconfitto nuovamente i suoi nemici. Ma, dopo aver chiesto nuovamente a nonno Max, i Tennyson potrebbero essersi persi nel Vuoto Totale... per un po' almeno.

## Modalità di gioco
Ben inizia la sua avventura con solo 2x2 e Inferno a disposizione e, durante il gioco, riguadagna XLR8, Rotolone e Vite Elastica. All'inizio, Ben può rimanere alieno solo per limitati periodi di tempo ma, dopo aver sconfitto dei boss, Ben sblocca nuovi poteri per i suoi alieni e anche la funzione principale dell'Omnitrix, con la quale può rimanere alieno per infiniti periodi di tempo e cambiare forma da un alieno all'altro senza perdere energia dell'Omnitrix. Le combo di attacco possono essere sbloccate collezionando punti Omnitrix. Possono essere sviluppati incrementi di energia limitati o invulnerabilità temporanei, così come bonus per fare ricaricare l'Omnitrix più velocemente. Le carte di Sumo Slammer sono nascoste in ogni livello principale, e una volta raccolte possono sbloccare caratteristiche speciali.
Dopo ogni livello, si viene ricompensati con un grado da Risolutore, che dipende da quanto tempo viene utilizzato dal giocatore per completare il livello. Nei livelli dei boss principali, una sequenza di tasti sul modello di God of War permette al giocatore di eseguire un attacco speciale in certi punti.

## Accoglienza
Le reazioni della critica sono state principalmente nella norma. Il gioco è stato apprezzato per la sua varietà e la sua trama originale, ma criticato per la sua giocabilità da picchiaduro generico e ripetitivo e grafica non superiore alla media. Un'altra critica comune è che solo cinque dei venti eroi di Ben sono disponibili nel gioco.